# Orgyen Tobgyal
Rinpoche Orgyen Tobgyal (Nangchen, 1951) is een Tibetaans geestelijke in de nyingmaleer. Hij speelde onder andere als Geko de hoofdabt van het klooster in de film De cup van regisseur Khyentse Norbu. Hij werd in 2000 en nogmaals in 2005 gekozen als lid van het Tibetaans parlement in ballingschap als vertegenwoordiger van de regio Kham.
Orgyen Tobgyal werd geboren in Oost-Tibet als zoon van de derde Neten Chokling. Hoewel hij is erkend als de reïncarnatie van Taksham Nüden Dorje, werd hij in zijn jonge jaren nooit formeel erkend als tulku (gereïncarneerd verlicht wezen), omdat er werd gezegd dat dit obstakels zou opwerpen in zijn latere leven.
Tijdens de Tibetaanse diaspora aan het eind van de jaren 50 verliet hij Tibet en vertrok met zijn ouders naar Sikkim. In 1967 trok hij naar de Tibetaanse nederzetting van Bir in Himachal Pradesh in het noordoosten van India. Zijn vader was daar hoofdabt van het klooster Pema Ewam Chögar Gyurme Ling en kwam om het leven tijdens een auto-ongeluk tussen Delhi naar Bir.
Orgyen Tobgyal nam de leiding van het klooster op zich en van de opvoeding van de erkende reïncarnatie van zijn vader, de vierde Neten Chokling, totdat hij de volledige verantwoordelijkheid van het klooster aan Neten Chokling overdroeg in 2004 en zich terugtrok in zijn nieuwe residentie Tsering Jong in Bir. Tussen 2004 en 2006 reisde hij tweemaal naar Tibet om het klooster Neten Gön, dat van zijn vader was geweest, te herbouwen.

## Filmografie
- 1999: De cup, acteur
- 2006: Milarepa, acteur en artdirector